# Josephus Yenay
Josephus Yenay (Monrovia, 5 de setembro de 1975) é um ex-futebolista profissional liberiano que atuava como atacante.

## Carreira
Josephus Yenay representou o elenco da Seleção Liberiana de Futebol no Campeonato Africano das Nações de 2002.